# 1. Königlich Bayerische Infanterie-Brigade
Die 1. Infanterie-Brigade war ein Großverband der Bayerischen Armee.

## Geschichte
Die Brigade wurde ursprünglich am 27. November 1815 als Verband des Generalkommandos München gebildet. Zu Beginn des Ersten Weltkrieges wurde die Brigade im Rahmen der 6. Armee an der Westfront eingesetzt. Der Brigadestab kam Anfang März 1915 zur neu aufgestellten 10. Infanterie-Division und erhielt ab 8. März 1915 die Bezeichnung 20. Bayerische Infanterie-Brigade.
Das Kommando lag zeit seines Bestehens in München.

## Gliederung

### Friedensgliederung vom 1. August 1914
Die Brigade war Teil der 1. Division und ihr waren unterstellt:
- Infanterie-Leib-Regiment in München
- 1. Infanterie-Regiment „König“ in München
- Bezirkskommando Rosenheim

## Kommandeure
| Dienstgrad                   | Name                              | Datum                                             |
| ---------------------------- | --------------------------------- | ------------------------------------------------- |
| Generalmajor/Generalleutnant | Ludwig von der Tann-Rathsamhausen | 27. April 1859 bis 3. April 1861                  |
| Generalmajor                 | Maximilian von Feder              | 04. April 1861 bis 22. Januar 1862                |
| Generalmajor                 | Johann Baptist Steinle            | 23. Januar 1862 bis 7. Januar 1869                |
| Generalmajor                 | Karl von Dietl                    | 08. Januar 1869 bis 23. April 1873                |
| Generalmajor                 | Anton von Täuffenbach             | 24. April 1873 bis 7. Juli 1875                   |
| Generalmajor                 | Maximilian von Horn               | 27. August 1875 bis 25. Juli 1883                 |
| Generalmajor                 | Carl Alexander von Gropper        | 25. Juli 1883 bis 19. März 1884                   |
| Generalmajor                 | Arnulf von Bayern                 | 20. März 1884 bis 6. März 1887                    |
| Generalmajor                 | Christoph von Godin               | 07. März 1887 bis 7. März 1889                    |
| Generalmajor                 | Moriz von Bomhard                 | 08. März 1889 bis 7. April 1895                   |
| Generalmajor                 | Robert von Bothmer                | 08. April 1895 bis 18. Februar 1899               |
| Generalmajor                 | Oskar von Rittmann                | 19. Februar 1899 bis 7. September 1902            |
| Generalmajor                 | Theodor von Zwehl                 | 08. September 1902 bis 18. März 1904              |
| Generalmajor                 | Eduard von Graf                   | 19. März 1904 bis 13. September 1906              |
| Generalmajor                 | Karl von Brug                     | 14. September 1906 bis 26. März 1909              |
| Generalmajor                 | Johann Eichhorn                   | 27. März 1909 bis 21. August 1911                 |
| Generalmajor                 | Robert von Fischer                | 22. August 1911 bis 30. September 1913            |
| Oberst/Generalmajor          | Otto Rauchenberger                | 01. Oktober 1913 bis 19. August 1914              |
| Oberst                       | Friedrich von Pechmann            | 20. August bis 21. September 1914 (in Vertretung) |
| Generalmajor                 | Otto von Rauchenberger            | 22. September 1914 bis 5. März 1915               |